# Ндойе, Альюн
Алью́н Ндойе́ (фр. Alioune Ndoye; род. 5 октября 2001) — сенегальский футболист, нападающий клуба «Валмиера».

## Карьера
В августе 2020 года стал игроком «Валмиеры». В Высшей лиге Латвии дебютировал в августе 2020 года в матче против клуба «Даугавпилс». В Кубке Латвии впервые сыграл в сентябре 2020 года в матче с рижским «Динамо». Летом 2021 года дебютировал в квалификации Лиги Конференций УЕФА в двух матчах первого круга против «Судувы».